# روزنامه‌نگاری مد

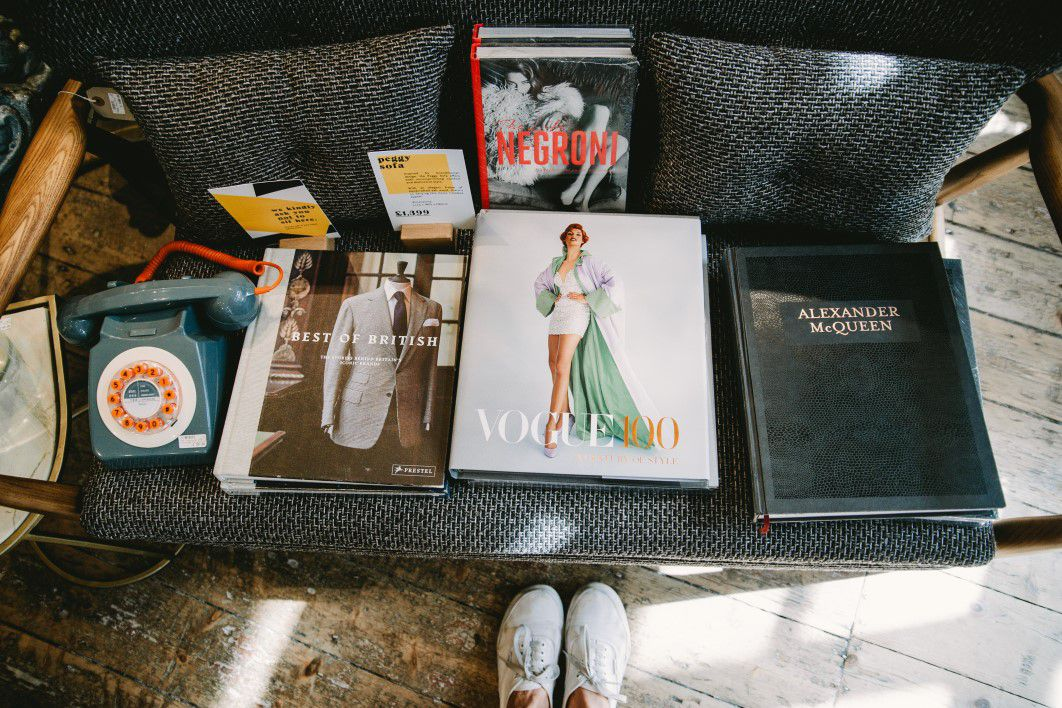
روزنامه‌نگاری مد

روزنامه‌نگاری مد همهٔ جلوه‌های رسانه‌های مد منتشر شده مثل نویسندگان مد، منتقدان و گزارشگران آن را شامل می‌شود.
هم‌چنین می‌تواند ویژگی‌های مد در مجلات و روزنامه‌ها باشد یا شامل کتاب‌های دربارهٔ مد و گزارش‌های مربوط به مد در تلویزیون یا مجلات آنلاین مد، وب‌سایت‌ها و وبلاگ‌ها هم می‌شود.
کار یک روزنامه‌نگار مد می‌تواند کمی متفاوت باشد. کار اصلی شامل نوشتن و ویرایش مقالات است و می‌تواند به ایجاد و طرح یک نوعی از مد کمک کند. یک روزنامه‌نگار مد زمان زیادی را برای تحقیق و مصاحبه می‌گذراند و لازم است که او با افرادی که در صنعت مد هستند، مثل عکاس، طراح و متخصصین روابط عمومی ارتباط خوبی داشته باشد. روزنامه‌نگاران مد یا به طور تمام وقت با نشریه کار می‌کنند یا به صورت آزاد مشغول هستند.